# Hugo Keenan
Hugo Keenan (* 18. Juni 1996 in Dublin) ist ein irischer Rugby-Union-Spieler und früherer Siebener-Rugby-Spieler. Er spielt auf den Positionen des Schlussmannes und des Innendreiviertels für das irische Team Leinster Rugby und die irische Nationalmannschaft. Zu seinen Erfolgen gehören vier Meistertitel mit Leinster sowie zwei Turniersiege mit Irland bei den Six Nations (jeweils mit Grand Slam).

## Biografie

### Vereinskarriere
Keenan absolvierte das Blackrock College in Dublin und ließ schon früh sein Rugbytalent erkennen. Mit der Auswahl seiner Schule gewann er 2014 die Schulmeisterschaft der Provinz Leinster und erzielte im Finale einen Versuch zum 22:7-Sieg über das Clongowes Wood College. Ab der Saison 2016/17 spielte er für die erste Mannschaft von Leinster Rugby, wobei er unter anderem alle Spiele im British and Irish Cup bestritt. Sein Debüt in der damaligen Pro12 gab er am 5. November 2016 als Einwechselspieler beim 33:10-Auswärtssieg gegen Zebre Parma. Die nächsten drei Jahre hatte er relativ wenige Einsätze, da er sich während dieser Zeit auf Siebener-Rugby konzentrierte. Entsprechend war er nur am Rande an den Meistertiteln 2018 und 2019 beteiligt.
In der Saison 2019/20 etablierte sich Keenan als Stammspieler. Beim Meisterschaftsfinale, das mit einem 27:5-Sieg gegen Ulster Rugby endete, gehörte er der Startformation an. Dasselbe tat er ein Jahr später, als Leinster im Meisterschaftsfinale Munster Rugby gegenüberstand und sich mit 16:6 durchsetzte. Im European Rugby Champions Cup stand Keenan sowohl 2022 als auch 2023 im Finale, doch beide Male unterlag Leinster dem französischen Verein Stade Rochelais.

### Nationalmannschaft
Keenan gehörte der irischen U20-Auswahl an und nahm an der Juniorenweltmeisterschaft 2016 teil, an der sich die Iren erst im Finale den Engländern geschlagen geben mussten und den zweiten Platz erreichten. 2017 schloss sich Keenan der Siebener-Rugby-Nationalmannschaft an. Er nahm in den beiden folgenden Jahren an mehreren Turnieren der Wettbewerbe Rugby Europe Sevens und World Rugby Sevens Series teil. Sein erstes Test Match für die irische Rugby-Union-Nationalmannschaft bestritt er am 24. Oktober 2020 bei einem Nachtragsspiel des Six Nations 2020; dabei trug er mit zwei erzielten Versuchen zum 50:17-Sieg gegen Italien bei.
Keenan etablierte sich rasch als Stammspieler. Beim Six Nations 2021 gehörte er in allen fünf Spielen der Startformation an, ein Jahr später kam er beim Six Nations 2022 in vier fünf Spielen zum Einsatz. Auch beim Six Nations 2023 war er Teil der Stammformation und bestritt alle fünf Partien. Mit je einem Versuch gegen Frankreich und Italien war er mitentscheidend beim Turniersieg der Iren, der mit einem Grand Slam zustande kam; ebenso wurde er ins All-Star-Team gewählt.

## Erfolge
Leinster Rugby:
- Meister Pro 14: 2018, 2019, 2020, 2021
- Finalist European Rugby Champions Cup: 2022, 2023

Irland:
- Sieger Six Nations: 2023
- Grand Slam: 2023
- Triple Crown: 2022, 2023
- U20-Vizeweltmeister: 2016